# Eurafrasia
L'Eurafrasia o Afro-Eurasia (più comunemente chiamata Vecchio Mondo o Continente antico poiché in esso ci sono le più antiche testimonianze dell'esistenza dell'uomo e perché fu la culla della civiltà umana) è uno dei due attuali supercontinenti della Terra (l'altro è l'America). In particolare è il più grande e il più popoloso, con circa l'85% della popolazione mondiale.
Inoltre fino al 1492 questi tre continenti erano considerati dagli europei, dagli asiatici e dagli africani, gli unici presenti su tutta la superficie terrestre. Il termine è in contrapposizione con il nuovo continente, che è composto dall'America, con il nuovissimo continente, composto dall'Oceania, e con il continente recente, ovvero l'Antartide. Convenzionalmente viene suddiviso, all'altezza del canale di Suez, in Eurasia ed Africa; l'Eurasia è a sua volta suddivisa in Europa e Asia.
Il corpo afroeurasiatico principale (escludendo quindi le strutture insulari da esso separate, come l'arcipelago britannico, il Giappone, il Madagascar e l'arcipelago Malese) è stato classicamente definito con il toponimo di Isola Mondiale (traduzione in italiano dall'inglese World Island) dal geografo Halford John Mackinder.